# Tiger Tyson
Tiger Tyson (Brooklyn, Nueva York, 20 de mayo de 1977) es un actor pornográfico gay, modelo y director de cine estadounidense. Considerado como un «Blatino» por sus orígenes étnicos afroestadounidenses y puertorriqueños.

## Biografía
Nacido en Brooklyn, Nueva York, hizo su debut en el cine pornográfico a los 19 años con la película Sweatin' Black del director Enrique Cruz,  al poco tiempo después realizó su primer rol protagónico en Tiger's Brooklyn Tails. Luego de haber servido una temporada para Latino Fan Club, Tyson dejó la industria del sexo en 1999, para retomar rápidamente al año siguiente con su propia productora de cine, Tiger Tyson Productions. Nuevamente anunció su retiro en 2004, pero cambió de parecer tras el éxito de la película Take 'Em Down. También se ha desempeñado como bailarín gogó y escort.
Se destaca por su participación en películas con temática para adultos homosexuales, donde regularmente actúa como activo, insistiendo en que nunca hará el rol de pasivo en una película. Reconocido por el tamaño de su pene y por su actitud sexual agresiva frente a las cámaras. Aparece frecuentemente en publicaciones relacionadas con el ambiente gay. 
Fuera de cámara es un promotor del sexo seguro, la lucha contra el sida y los derechos de los homosexuales. En 2007 apoyó públicamente la campaña presidencial de Hillary Clinton. Ese mismo año fue galardonado con el premio Blatino Erotica Awards.